# Liste der Kulturdenkmale in Bruchsal
In der Liste der Kulturdenkmale in Bruchsal sind Bau- und Kunstdenkmale der Stadt Bruchsal verzeichnet, die im „Verzeichnis der unbeweglichen Bau- und Kunstdenkmale und der zu prüfenden Objekte“ des Landesamts für Denkmalpflege Baden-Württemberg verzeichnet sind. Dieses Verzeichnis ist nicht öffentlich und kann nur bei „berechtigtem Interesse“ eingesehen werden. Die folgende Liste ist daher nicht vollständig und beruht auf anderweitig veröffentlichten Angaben.

## Liste

### Bruchsal
(Quelle: )
| Bild           | Bezeichnung                      | Lage                                                                   | Datierung | Beschreibung | ID |
| -------------- | -------------------------------- | ---------------------------------------------------------------------- | --------- | --- | -- |
| Weitere Bilder | Ferdinand-Keller-Brunnen         | Bruchsal, Am Stadtgarten (Karte)                                       | 1912      | Geschützt nach § 2 DSchG |    |
| Weitere Bilder | Belvedere Bruchsal               | Bruchsal, Belvedere (Karte)                                            | 1719      | Geschützt nach § 2 DSchG |    |
|                |                                  | Bruchsal, Franz-Bläsi-Straße 11 (Karte)                                |           | [ 1 ] | BW |
|                |                                  | Bruchsal, Franz-Bläsi-Straße 13 (Karte)                                |           | [ 1 ] | BW |
|                |                                  | Bruchsal, Franz-Bläsi-Straße 15 (Karte)                                |           | [ 1 ] | BW |
|                |                                  | Bruchsal, Franz-Bläsi-Straße 17 (Karte)                                |           | [ 1 ] | BW |
|                | Villa                            | Bruchsal, Franz-Bläsi-Straße 18 (Karte)                                | 1905      | Vom Architekten Fritz Hirsch errichtete Villa mit schiefergedeckten Rundtürmne, Volutengiebel und Fassadenmalerei |    |
|                |                                  | Bruchsal, Franz-Bläsi-Straße 19 (Karte)                                |           | [ 1 ] | BW |
|                |                                  | Bruchsal, Franz-Bläsi-Straße 20 (Karte)                                |           | [ 1 ] |    |
|                |                                  | Bruchsal, Franz-Bläsi-Straße 21 (Karte)                                |           | [ 1 ] |    |
|                | Gewerbliches Bildungszentrum     | Bruchsal, Franz-Sigel-Straße 59a (Karte)                               |           | Geschützt nach § 2 DSchG | BW |
| Weitere Bilder | Jüdischer Friedhof Bruchsal      | Bruchsal, Friedhofstraße (Karte)                                       | 1879      | Geschützt nach § 2 DSchG |    |
|                | Ehemaliges Institut Sancta Maria | Bruchsal, Hochstraße 6 (Karte)                                         |           | Geschützt nach § 2 DSchG | BW |
|                | St. Paulusheim                   | Bruchsal, Huttenstraße 49 (Karte)                                      |           | Geschützt nach § 2 DSchG | BW |
|                |                                  | Bruchsal, Kaiserstraße 1 (Karte)                                       |           | [ 1 ] |    |
|                |                                  | Bruchsal, Kaiserstraße 3 (Karte)                                       |           | [ 1 ] |    |
|                |                                  | Bruchsal, Kaiserstraße 9-11 (Karte)                                    |           | [ 1 ] | BW |
|                |                                  | Bruchsal, Kaiserstraße 15 (Karte)                                      |           | [ 1 ] | BW |
|                | Ehemalige Malz- und Tabakfabrik  | Bruchsal, Kaiserstraße 27 (Karte)                                      | 1890      | Das markante viergeschossige Backsteingebäude wurde ursprünglich als Malzfabrik Moritz Marx erbaut und ab 1936 als Tabakfabrik genutzt. Von 1974 bis 2016 befand sich hier das Möbelhaus Fuchs. Als neue Nutzung ist Wohnraum vorgesehen. Geschützt nach § 2 DSchG | BW |
| Weitere Bilder | Stadtkirche Bruchsal             | Bruchsal, Kirchplatz (Karte)                                           | 1447      | Geschützt nach § 28 DSchG |    |
| Weitere Bilder | Nepomukbrücke                    | Bruchsal, bei Klosterstraße 6 (Karte)                                  |           | [ 5 ] |    |
|                | Wohnhaus                         | Bruchsal, Klosterstraße 26 (Karte)                                     |           | Geschützt nach § 2 DSchG |    |
|                | Haus Schuhmacher Rill            | Bruchsal, Klosterstraße 37 (Karte)                                     |           | Geschützt nach § 2 DSchG |    |
|                | Wohnhaus                         | Bruchsal, Klosterstraße 46 (Karte)                                     |           | Geschützt nach § 2 DSchG |    |
|                | Evangelische Lutherkirche        | Bruchsal, Luisenstraße 3 (Karte)                                       |           | Geschützt nach § 2 DSchG | BW |
| Weitere Bilder | Kirche St. Peter                 | Bruchsal, Peter und Paul-Straße (Karte)                                | 1360      | Geschützt nach § 28 DSchG |    |
| Weitere Bilder | Bischöfliche Burg Bruchsal       | Bruchsal, Pfeilerstraße (Karte)                                        | 1189      | Geschützt nach § 2 DSchG |    |
| Weitere Bilder | Schloss Bruchsal                 | Bruchsal, Schönbornstraße (Karte)                                      | 1720      | Geschützt nach § 28 DSchG |    |
| Weitere Bilder | Amtsgericht Bruchsal             | Bruchsal, Schönbornstraße 18 (Karte)                                   | 1876      | Geschützt nach § 2 DSchG |    |
| Weitere Bilder | Justizvollzugsanstalt Bruchsal   | Bruchsal, Schönbornstraße 32 (Karte)                                   | 1841–1848 | Geschützt nach § 2 DSchG |    |
|                |                                  | Bruchsal, Wilderichstraße 9 / Schlossstraße 23 (Karte)                 |           | [ 1 ] | BW |
|                |                                  | Bruchsal, Wilderichstraße 26 (Karte)                                   |           | [ 1 ] | BW |
|                |                                  | Bruchsal, Wilderichstraße 33, 35 (Karte)                               |           | [ 1 ] | BW |
|                |                                  | Bruchsal, Rollingenstraße 1/Kaiserstraße 43/Friedrichstraße 18 (Karte) |           | [ 1 ] | BW |
|                |                                  | Bruchsal, Zollhallenstraße 1 (Karte)                                   |           | [ 1 ] | BW |

### Büchenau
| Bild | Bezeichnung        | Lage                                  | Datierung | Beschreibung             | ID |
| ---- | ------------------ | ------------------------------------- | --------- | ------------------------ | -- |
|      | Rat- und Schulhaus | Büchenau, Au in den Buchen 81 (Karte) |           | Geschützt nach § 2 DSchG | BW |

### Heidelsheim

#### Gesamtanlage Bruchsal-Heidelsheim
| Bild | Bezeichnung                                                | Lage                                                                    | Datierung                    | Beschreibung              | ID |
| ---- | ---------------------------------------------------------- | ----------------------------------------------------------------------- | ---------------------------- | ------------------------- | -- |
|      | Stadtbefestigung mit Stadtmauer, Zwingeranlagen und Türmen | Kanzelberg, Merianstraße, Schlittengasse, Wettgasse, Zehntgasse (Karte) | 14. Jahrhundert              | Geschützt nach § 2 DSchG  | BW |
|      | Wohnhaus Augasse 5                                         | Augasse 5 (Karte)                                                       | im Kern 18. Jahrhundert      | erhaltenswertes Gebäude   | BW |
|      | Wohnhaus Diebsturmgasse 1                                  | Diebsturmgasse 1 (Karte)                                                | im Kern 18. Jahrhundert      | erhaltenswertes Gebäude   | BW |
|      | Wohnhaus Fischergasse 2                                    | Fischergasse 2 (Karte)                                                  | im Kern 19. Jahrhundert      | erhaltenswertes Gebäude   | BW |
|      | Wohnhaus Fischergasse 3                                    | Fischergasse 3 (Karte)                                                  | 1803                         | erhaltenswertes Gebäude   | BW |
|      | Wohnhaus Fischergasse 6                                    | Fischergasse 6 (Karte)                                                  | 1870                         | erhaltenswertes Gebäude   | BW |
|      | Wohnhaus Färbergasse 4                                     | Färbergasse 4 (Karte)                                                   | 19. Jahrhundert              | erhaltenswertes Gebäude   | BW |
|      | Wohnhaus Hafnergasse 1                                     | Hafnergasse 1 (Karte)                                                   | 19. Jahrhundert              | erhaltenswertes Gebäude   | BW |
|      | Wohnhaus Judengasse 1                                      | Judengasse 1 (Karte)                                                    | 2. Hälfte 19. Jahrhundert    | erhaltenswertes Gebäude   | BW |
|      | Wohnhaus Judengasse 2a                                     | Judengasse 2a (Karte)                                                   | 19. Jahrhundert              | erhaltenswertes Gebäude   | BW |
|      | Wohnhaus Judengasse 4                                      | Judengasse 4 (Karte)                                                    | 19. Jahrhundert              | erhaltenswertes Gebäude   | BW |
|      | Wohnhaus Judengasse 5                                      | Judengasse 5 (Karte)                                                    | 18. Jahrhundert              | erhaltenswertes Gebäude   | BW |
|      | Wohnhaus Judengasse 12                                     | Judengasse 12 (Karte)                                                   | 18. Jahrhundert              | erhaltenswertes Gebäude   | BW |
|      | Wohnhaus Judengasse 21                                     | Judengasse 21 (Karte)                                                   | 19. Jahrhundert              | erhaltenswertes Gebäude   | BW |
|      | Ehemalige Synagoge                                         | Kanzelberg 4 (Karte)                                                    | 1722                         | Geschützt nach § 2 DSchG  | BW |
|      | Stadtmauer                                                 | Kanzelberg 5 (Karte)                                                    | 14. Jahrhundert              | Geschützt nach § 2 DSchG  | BW |
|      | Stadtmauerturm, Katzenturm                                 | Kanzelberg 9 (Karte)                                                    | 1721                         | Geschützt nach § 28 DSchG | BW |
|      | Wohnhaus Kanzelberg 11                                     | Kanzelberg 11 (Karte)                                                   | im Kern wohl 18. Jahrhundert | erhaltenswertes Gebäude   | BW |
|      | Wohnhaus Kanzelberg 12                                     | Kanzelberg 12 (Karte)                                                   | im Kern wohl 18. Jahrhundert | erhaltenswertes Gebäude   | BW |
|      | Wohnhaus Kanzelberg 16                                     | Kanzelberg 16 (Karte)                                                   | im Kern 18. Jahrhundert      | erhaltenswertes Gebäude   | BW |
|      | Wohnhaus Luthergasse 7                                     | Luthergasse 7 (Karte)                                                   | im Kern 19. Jahrhundert      | erhaltenswertes Gebäude   | BW |
|      | Wohnhaus Luthergasse 9                                     | Luthergasse 9 (Karte)                                                   | 1722                         | erhaltenswertes Gebäude   | BW |
|      | Ehemalige Lutheranische Kirche                             | Luthergasse 11 (Karte)                                                  | 1733/64                      | Geschützt nach § 28 DSchG | BW |
|      | Ehemaliges Gasthaus Kanne                                  | Markgrafenstraße 2 (Karte)                                              | 1733/64                      | Geschützt nach § 28 DSchG | BW |
|      | Wohnhaus Markgrafenstraße 3                                | Markgrafenstraße 3 (Karte)                                              | 18. Jahrhundert              | Geschützt nach § 28 DSchG | BW |
|      | Einhaus Markgrafenstraße 10                                | Markgrafenstraße 10 (Karte)                                             | 1. Hälfte 19. Jahrhundert    | Prüffall (BuK)            | BW |
|      | Einhaus Markgrafenstraße 13, 15                            | Markgrafenstraße 13, 15 (Karte)                                         | 1789                         | Prüffall (BuK)            | BW |
|      | Ehemaliges Gasthaus Zum Goldenen Löwen                     | Markgrafenstraße 14 (Karte)                                             | 1689                         | 2                         | BW |
|      | Wohnhaus Markgrafenstraße 17                               | Markgrafenstraße 17 (Karte)                                             | 1787                         | erhaltenswertes Gebäude   | BW |
|      | Laufbrunnen, Marktbrunnen                                  | Marktplatz (Karte)                                                      | 1556                         | Geschützt nach § 28 DSchG | BW |
|      | Gasthaus                                                   | Marktplatz 1 (Karte)                                                    | 1890                         | Prüffall (BuK)            | BW |
|      | Wohnhaus Marktplatz 2                                      | Marktplatz 2 (Karte)                                                    | 1596                         | Geschützt nach § 28 DSchG | BW |
|      | Wohnhaus Marktplatz 3                                      | Marktplatz 3 (Karte)                                                    | 1587                         | Geschützt nach § 28 DSchG | BW |
|      | Wohnhaus Marktplatz 7                                      | Marktplatz 7 (Karte)                                                    | im Kern 18. Jahrhundert      | erhaltenswertes Gebäude   | BW |
|      | Evangelisches Pfarrhaus                                    | Marktplatz 9 (Karte)                                                    | 1712                         | 2                         |    |
|      | Wohnhaus Marktplatz 10                                     | Marktplatz 10 (Karte)                                                   | 1717                         | Geschützt nach § 28 DSchG | BW |
|      | Wohnhaus Marktplatz 11                                     | Marktplatz 11 (Karte)                                                   | 1738                         | Geschützt nach § 2 DSchG  | BW |
|      | Wohnhaus Marktplatz 12                                     | Marktplatz 12 (Karte)                                                   | 1720                         | erhaltenswertes Gebäude   | BW |
|      | Wohn- und Geschäftshaus Merianstraße 1                     | Merianstraße 1 (Karte)                                                  | 1698                         | Geschützt nach § 28 DSchG | BW |
|      | Schulhaus, Dietrich-Bonhoeffer-Schule                      | Merianstraße 2 (Karte)                                                  | 1887                         | Geschützt nach § 2 DSchG  |    |
|      | Kreuzigungsgruppe                                          | vor Merianstraße 2 (Karte)                                              | 1717                         | Geschützt nach § 28 DSchG |    |
|      | Wohnhaus Merianstraße 3                                    | Merianstraße 3 (Karte)                                                  | 1829                         | erhaltenswertes Gebäude   | BW |
|      | Wohnhaus Merianstraße 5                                    | Merianstraße 5 (Karte)                                                  | 1870                         | Geschützt nach § 2 DSchG  | BW |
|      | Hofanlage Merianstraße 6                                   | Merianstraße 6 (Karte)                                                  | 1785/87                      | Geschützt nach § 2 DSchG  | BW |
|      | Wohnhaus Merianstraße 7                                    | Merianstraße 7 (Karte)                                                  | 18. Jahrhundert              | Prüffall (BuK)            | BW |
|      | Torturm, Mittel- bzw. Rathaustor                           | Merianstraße 9 (Karte)                                                  | 1774                         | Geschützt nach § 28 DSchG |    |
|      | Einhaus Merianstraße 11                                    | Merianstraße 11 (Karte)                                                 | 1594                         | Geschützt nach § 2 DSchG  | BW |
|      | Wohnhaus Merianstraße 12                                   | Merianstraße 12 (Karte)                                                 | im Kern 18. Jahrhundert      | erhaltenswertes Gebäude   | BW |
|      | Wohnhaus Merianstraße 14                                   | Merianstraße 14 (Karte)                                                 | 1788                         | erhaltenswertes Gebäude   | BW |
|      | Keller Merianstraße 17                                     | Merianstraße 17 (Karte)                                                 |                              | Geschützt nach § 2 DSchG  | BW |
|      | Rathaus, ehemaliges Pfründnerhaus                          | Merianstraße 18 (Karte)                                                 | 1702                         | Geschützt nach § 28 DSchG | BW |
|      | Ratsbrunnen                                                | neben Merianstraße 18 (Karte)                                           | 1748                         | Geschützt nach § 2 DSchG  | BW |
|      | Evangelische Liebfrauenkirche                              | Merianstraße 20 (Karte)                                                 | 1540–53                      | Geschützt nach § 28 DSchG | BW |
|      | Wegekreuz                                                  | vor Merianstraße 20 (Karte)                                             | 1756                         | Geschützt nach § 28 DSchG | BW |
|      | Wohnhaus Merianstraße 21                                   | Merianstraße 21 (Karte)                                                 | 18. Jahrhundert              | erhaltenswertes Gebäude   | BW |
|      | Wohnhaus Merianstraße 25                                   | Merianstraße 25 (Karte)                                                 | 1731                         | erhaltenswertes Gebäude   | BW |
|      | Zehntscheune                                               | Merianstraße 26 (Karte)                                                 | 1706                         | Prüffall (BuK)            | BW |
|      | Wohnhaus, Paravicini-Haus                                  | Merianstraße 27 (Karte)                                                 | 1705                         | Geschützt nach § 28 DSchG | BW |
|      | Wohnhaus Merianstraße 28                                   | Merianstraße 28 (Karte)                                                 | 18. Jahrhundert              | Geschützt nach § 2 DSchG  | BW |
|      | Gehöft Merianstraße 29, 31                                 | Merianstraße 29, 31 (Karte)                                             | 1791                         | Geschützt nach § 2 DSchG  | BW |
|      | Wohnhaus Merianstraße 30                                   | Merianstraße 30 (Karte)                                                 | 1706                         | Geschützt nach § 28 DSchG | BW |
|      | Wohnhaus Merianstraße 35                                   | Merianstraße 35 (Karte)                                                 | 1792                         | erhaltenswertes Gebäude   | BW |
|      | Wohnhaus Merianstraße 36                                   | Merianstraße 36 (Karte)                                                 | 1728                         | Geschützt nach § 28 DSchG | BW |
|      | Wohnhaus Merianstraße 37                                   | Merianstraße 37 (Karte)                                                 | 1793                         | Prüffall (BuK)            | BW |
|      | Wohnhaus Merianstraße 38                                   | Merianstraße 38 (Karte)                                                 | 1708                         | Geschützt nach § 2 DSchG  | BW |
|      | Wohnhaus Merianstraße 39                                   | Merianstraße 39 (Karte)                                                 | im Kern 18. Jahrhundert      | erhaltenswertes Gebäude   | BW |
|      | Wohnhaus Merianstraße 40                                   | Merianstraße 40 (Karte)                                                 | 19. Jahrhundert              | erhaltenswertes Gebäude   | BW |
|      | Wohnhaus Merianstraße 42                                   | Merianstraße 42 (Karte)                                                 | 2. Hälfte 19. Jahrhundert    | erhaltenswertes Gebäude   | BW |
|      | Wohnhaus Merianstraße 43                                   | Merianstraße 43 (Karte)                                                 | 1796                         | erhaltenswertes Gebäude   | BW |
|      | Wohnhaus Merianstraße 45                                   | Merianstraße 45 (Karte)                                                 | im Kern 18. Jahrhundert      | Geschützt nach § 2 DSchG  | BW |
|      | Wohnhaus Merianstraße 51                                   | Merianstraße 51 (Karte)                                                 | 19. Jahrhundert              | erhaltenswertes Gebäude   | BW |
|      | Wohnhaus Merianstraße 55                                   | Merianstraße 55 (Karte)                                                 | 19. Jahrhundert              | erhaltenswertes Gebäude   | BW |
|      | Wohnhaus Mühlgasse 2, 2a                                   | Mühlgasse 2, 2a (Karte)                                                 | 19. Jahrhundert              | erhaltenswertes Gebäude   | BW |
|      | Wohnhaus Schlittengasse 2 und 4                            | Schlittengasse 2 und 4 (Karte)                                          | im Kern 18. Jahrhundert      |                           | BW |
|      | Wohnhaus Schlittengasse 5                                  | Schlittengasse 5 (Karte)                                                | 19. Jahrhundert              |                           | BW |
|      | Wohnhaus Schlittengasse 6                                  | Schlittengasse 6 (Karte)                                                | um 1800                      | Geschützt nach § 2 DSchG  | BW |
|      | Wohnhaus Turmweg 2                                         | Turmweg 2 (Karte)                                                       | 19. Jahrhundert              | erhaltenswertes Gebäude   | BW |
|      | Wohnhaus Törlesstraße 10                                   | Törlesstraße 10 (Karte)                                                 | 19. Jahrhundert              | erhaltenswertes Gebäude   | BW |
|      | Wohnhaus Webergasse 3                                      | Webergasse 3 (Karte)                                                    | 1. Hälfte 19. Jahrhundert    | erhaltenswertes Gebäude   | BW |
|      | Wohnhaus Webergasse 4                                      | Webergasse 4 (Karte)                                                    | 18. Jahrhundert              | erhaltenswertes Gebäude   | BW |
|      | Wohnhaus Webergasse 6                                      | Webergasse 6 (Karte)                                                    | 18. Jahrhundert              | erhaltenswertes Gebäude   | BW |
|      | Wohnhaus, ehemalige Schmiede                               | Wettgasse 4 (Karte)                                                     | 1719                         | Geschützt nach § 28 DSchG | BW |
|      | Ehemaliges Katholisches Pfarrhaus                          | Wettgasse 14 (Karte)                                                    | 1873                         | Geschützt nach § 2 DSchG  | BW |
|      | Wohnhaus Wettgasse 15                                      | Wettgasse 15 (Karte)                                                    | im Kern 18. Jahrhundert      | erhaltenswertes Gebäude   | BW |
|      | Wohnhaus Wettgasse 17                                      | Wettgasse 17 (Karte)                                                    | 1702                         | erhaltenswertes Gebäude   | BW |
|      | Ziehbrunnen, Schafsbrunnen                                 | bei Wettgasse 17 (Karte)                                                | um 1300                      | Geschützt nach § 2 DSchG  | BW |
|      | Wohnhaus Wettgasse 22                                      | Wettgasse 22 (Karte)                                                    | 18. Jahrhundert              | erhaltenswertes Gebäude   | BW |
|      | Stadtmauerturm, Diebsturm                                  | hinter Wettgasse 32 (Karte)                                             | um 1500                      | Geschützt nach § 28 DSchG | BW |
|      | Wohnhaus Wettgasse 34                                      | Wettgasse 34 (Karte)                                                    | 18. Jahrhundert              | erhaltenswertes Gebäude   | BW |
|      | Schafstall                                                 | Wettgasse 36 (Karte)                                                    | 18. Jahrhundert              | erhaltenswertes Gebäude   | BW |
|      | Wohnhaus Zehntgasse 2                                      | Zehntgasse 2 (Karte)                                                    | um 1870                      | erhaltenswertes Gebäude   | BW |
|      | Scheune Zehntgasse 4                                       | Zehntgasse 4 (Karte)                                                    | 19. Jahrhundert              | erhaltenswertes Gebäude   | BW |
|      | Wohnhaus Zehntgasse 14                                     | Zehntgasse 14 (Karte)                                                   | 19. Jahrhundert              | erhaltenswertes Gebäude   | BW |
|      | Wohnhaus Zehntgasse 15                                     | Zehntgasse 15 (Karte)                                                   | 19. Jahrhundert              | erhaltenswertes Gebäude   | BW |
|      | Stadtmauerturm, Törlesturm                                 | Zehntgasse 17 (Karte)                                                   | um 1500                      | Geschützt nach § 28 DSchG | BW |
|      | Wohnhaus Zehntgasse 17                                     | Zehntgasse 17 (Karte)                                                   | 1517                         | erhaltenswertes Gebäude   | BW |
|      | Wohnhaus Zehntgasse 34                                     | Zehntgasse 34 (Karte)                                                   | 2. Hälfte 19. Jahrhundert    | erhaltenswertes Gebäude   | BW |

### Helmsheim
| Bild | Bezeichnung                                     | Lage                                 | Datierung | Beschreibung             | ID |
| ---- | ----------------------------------------------- | ------------------------------------ | --------- | ------------------------ | -- |
|      | Ehemaliges reformiertes Schul- und Gemeindehaus | Helmsheim, Kurpfalzstraße 82 (Karte) |           | Geschützt nach § 2 DSchG | BW |
|      | Rathaus und Schule                              | Helmsheim, Kurpfalzstraße 58 (Karte) |           | Geschützt nach § 2 DSchG | BW |

### Obergrombach
| Bild           | Bezeichnung                     | Lage                                  | Datierung | Beschreibung | ID |
| -------------- | ------------------------------- | ------------------------------------- | --------- | --- | -- |
| Weitere Bilder | Brunnenstraße 7                 | Obergrombach, Brunnenstraße 7 (Karte) | 1447      | Geschützt nach § 2 DSchG |    |
|                | Brunnenstraße 8                 | Obergrombach, Brunnenstraße 8 (Karte) | 1702      | Geschützt nach § 2 DSchG |    |
|                | Einhaus Burgstraße 4            | Obergrombach, Burgstraße 4 (Karte)    |           | Das Gebäude ist ein traufständiger, eingeschossiger und verputzter Massivbau mit Satteldach und einseitigem Krüppelwalm und verfügt über einen Scheunenstall. Giebelseitig besteht ein risalitartiger Anbau mit Kellerhals (Rundbogenportal). Geschützt nach § 2 DSchG | BW |
| Weitere Bilder | Jüdischer Friedhof Obergrombach | Obergrombach (Karte)                  | 1632      | Geschützt nach § 2 DSchG |    |

### Untergrombach
| Bild           | Bezeichnung                           | Lage                                                               | Datierung       | Beschreibung             | ID |
| -------------- | ------------------------------------- | ------------------------------------------------------------------ | --------------- | ------------------------ | -- |
|                | Altes Schul- und Rathaus              | Untergrombach, Obergrombacher Straße 26 (Karte)                    |                 | Geschützt nach § 2 DSchG | BW |
| Weitere Bilder | Fachwerkhaus Obergrombacher Straße 32 | Untergrombach, Obergrombacher Straße 32 (Karte)                    | 15. Jahrhundert | Geschützt nach § 2 DSchG |    |
| Weitere Bilder | Michaelskapelle                       | Untergrombach, Außerhalb der Ortslage auf dem Michaelsberg (Karte) | 1472            | Geschützt nach § 2 DSchG |    |